# Логінова Тамара Абрамівна
Логінова Тамара Абрамівна (рос. Тама́ра Абра́мовна Ло́гинова; 2 травня 1929, Новосибірськ, РРФСР — 17 серпня 1988, Москва, РРФСР) — радянська російська актриса театру і кіно. Заслужена артистка РРФСР (1976).
Закінчила Всесоюзний державний інститут кінематографії  (1954, майстерня В. В. Ваніна і В. В. Бєлокурова).
З 1954 року — актриса Театру-студії кіноактора.
Знімалась у кіно з 1955 р. (фільми: «Дорога» (1955), «Гість з Кубані» (1955), «Солдати» (1956), «Справа „строкатих“» (1958), «Веселі історії» (1962), «Гранатовий браслет» (1964), «Вірність матері» (1965, Марія Ульянова), «Тіні зникають опівдні» (1972), «Повернення до життя» (1972), «Велика перерва» (1973), «Слово для захисту» (1976), «Серафим Полубєс й інші мешканці Землі» (1983), «Межа можливого» (1984), «Залізне поле» (1986) та ін.).
Зіграла в українських кінокартинах: «Тривожна молодість» (1954, Галя Кушнір), «Незакінчений урок» (1980, Одеська кіностудія), «Я — Хортиця» (1981, Одеська кіностудія).
Похована в колумбарії Ваганьковського кладовища Москви.